# Răspundere civilă contractuală
Răspunderea civilă contractuală este obligația unei persoane de a repara prejudiciul cauzat unei alte persoane prin neexecutarea, executarea necorespunzătoare ori cu întârziere a obligațiilor născute dintr-un contract valabil încheiat.